# Comuna de Blizanów
Blizanów (polaco: Gmina Blizanów) é uma gminy (comuna) na Polónia, na voivodia de Grande Polónia e no condado de Kaliski. A sede do condado é a cidade de Blizanów.
De acordo com os censos de 2004, a comuna tem 9247 habitantes, com uma densidade 58,6 hab/km².

## Área
Estende-se por uma área de 15,782 tys, incluindo:
- área agricola: 69%
- área florestal: 25%

## Demografia
Dados de 30 de Junho 2004:
|                      | Total   | Total | Mulheres | Mulheres | Homens  | Homens |
| -------------------- | ------- | ----- | -------- | -------- | ------- | ------ |
|                      | pessoas | %     | pessoas  | %        | pessoas | %      |
| População            | 9247    | 100   | 4733     | 51,2     | 4514    | 48,8   |
| Densidade (pop./km²) | 58,6    | 100   | 30       | 30       | 28,6    | 28,6   |

De acordo com dados de 2002, o rendimento médio per capita ascendia a 1353,13 zł.

## Subdivisões
- Biskupice, Blizanów, Blizanów Drugi, Blizanówek, Bogucice, Brudzew, Czajków, Dębniałki, Dębniałki Kaliskie, Dojutrów, Godziątków, Janków Drugi, Janków Pierwszy, Janków Trzeci, Jarantów, Jarantów-Kolonia, Jastrzębniki, Korab, Kurza, Lipe, Lipe Trzecie, Łaszków, Pamięcin, Pawłówek, Piotrów, Piskory, Poklęków, Pruszków, Romanki, Rychnów, Rychnów-Kolonia, Skrajnia, Skrajnia Blizanowska, Szadek, Szadek-Kolonia, Warszówka, Wyganki, Zagorzyn, Żegocin, Żerniki.

## Comunas vizinhas
- Chocz, Gołuchów, Grodziec, Kalisz, Pleszew, Stawiszyn, Żelazków